# William R. Dunn (acteur)
Pour les articles homonymes, voir William R. Dunn.
William R. Dunn, né le 23 mai 1888 à New York City (New York) et mort le 24 mars 1946 à Los Angeles (Californie), est un acteur américain.

## Filmographie partielle
William R. Dunn a joué dans 108 films.
- 1919 : The Undercurrent de Wilfrid North
- 1925 : The Redeeming Sin de James Stuart Blackton